# Pískovna Štít
Pískovna Štít také pískovna Pamětník je tvořena třemi na sebe navazujícími jezery (pískovnami), nacházejícími se  mezi obcemi Pamětník a Štít asi 4 km jižně od města Chlumec nad Cidlinou v borovém lese. Průměrná hloubka je 2 až 4 m. Při západním břehu největšího jezera I. se nachází Přírodní památka Pamětník, která je od břehu jezera oddělena cca 50m pásem lesa, tvořeného zejména borovicí. 
Celková výměra vodních ploch v roce 2018 činila 62 ha (44,4 ha, 10 ha a 7,6 ha). Těžba písku v roce 2018 probíhá pouze na největším jezeře na cca 1/10 obvodu břehových partií. Písek zde těží firma BEST a.s. a těžební záměr počítá s aktivní těžbou do roku 2049 s cílovou rozlohou dobývacího prostoru 101,7 ha.  
Jezera jsou využívána pro sportovní rybolov s možností kempování po obvodu jezera a v létě i pro koupání. Revír je bohatě zarybněn především kapry (včetně kusů trofejních velikostí) a také dravými rybami. V místě funguje po dobu prodeje povolenek i prodej drobných rybářských potřeb (neživé nástrahy, návnady). V letní sezóně je v provozu také prodejna občerstvení. Nedaleko revíru (cca l km) se nachází restaurace.
Jezera jsou regionální tahovou zastávkou vodních a na vodu vázaných ptačích druhů, pokud nezamrznou i jejich zimoviště.

## Galerie

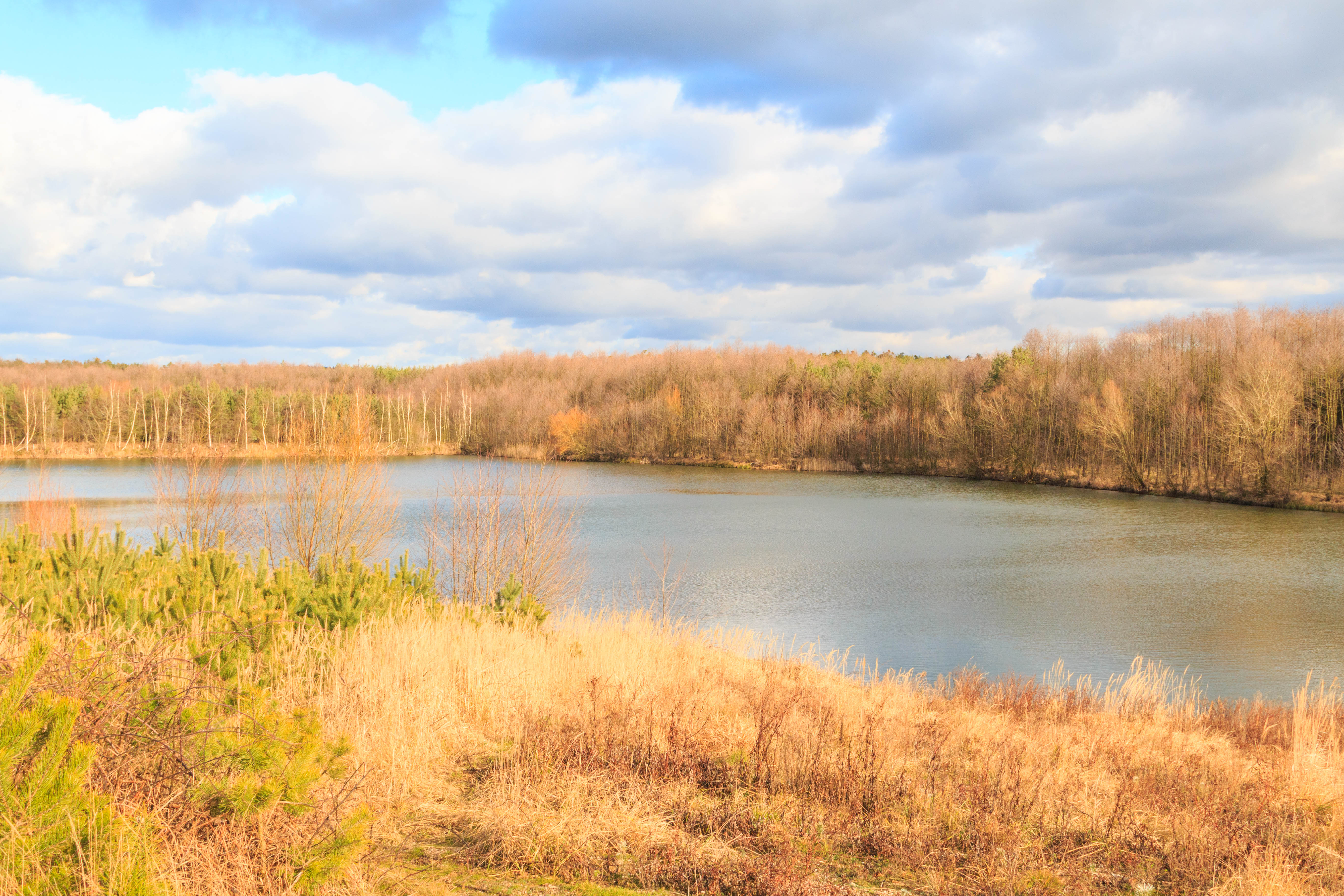
menší jezero pískovny Štít
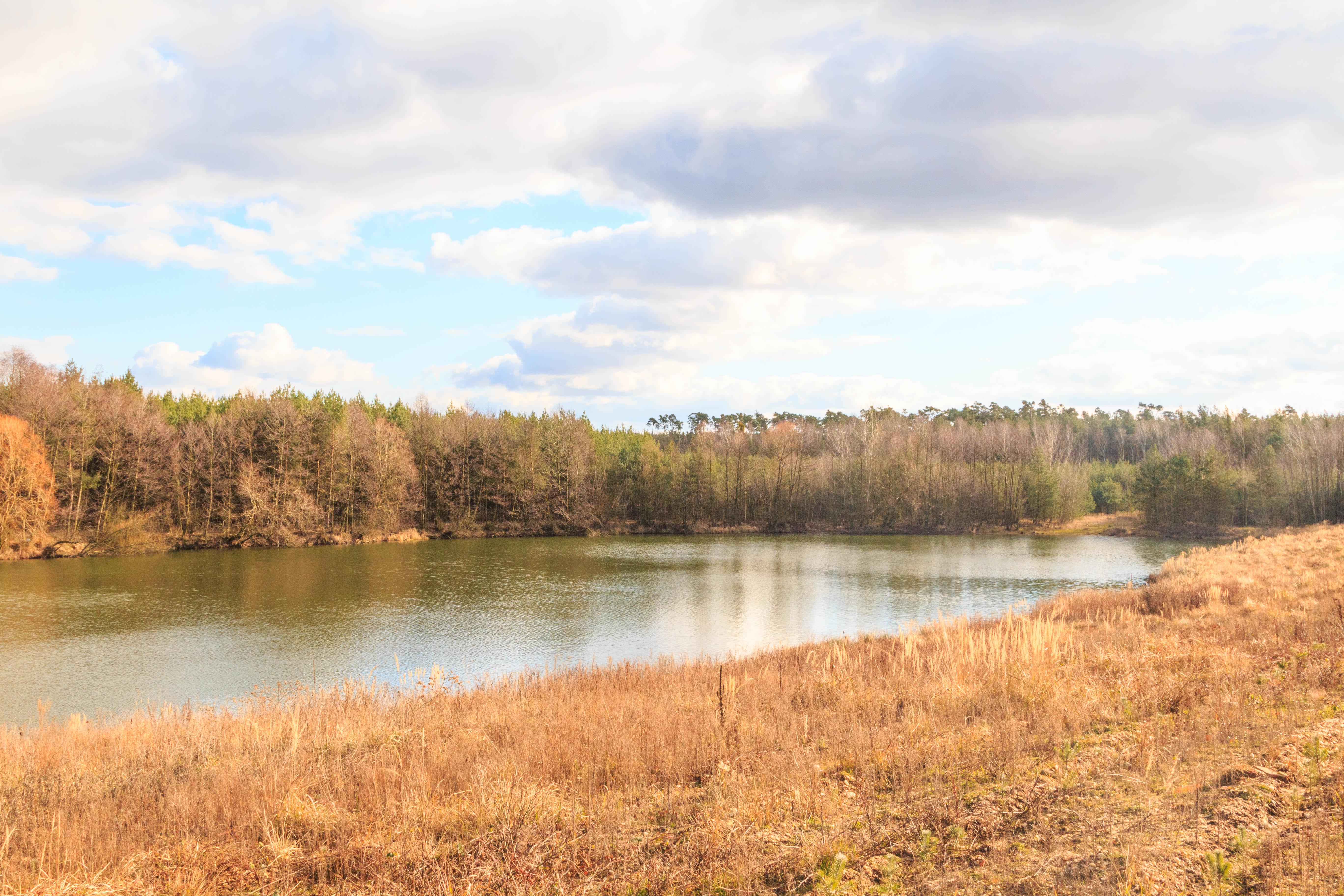
menší jezero pískovny Štít
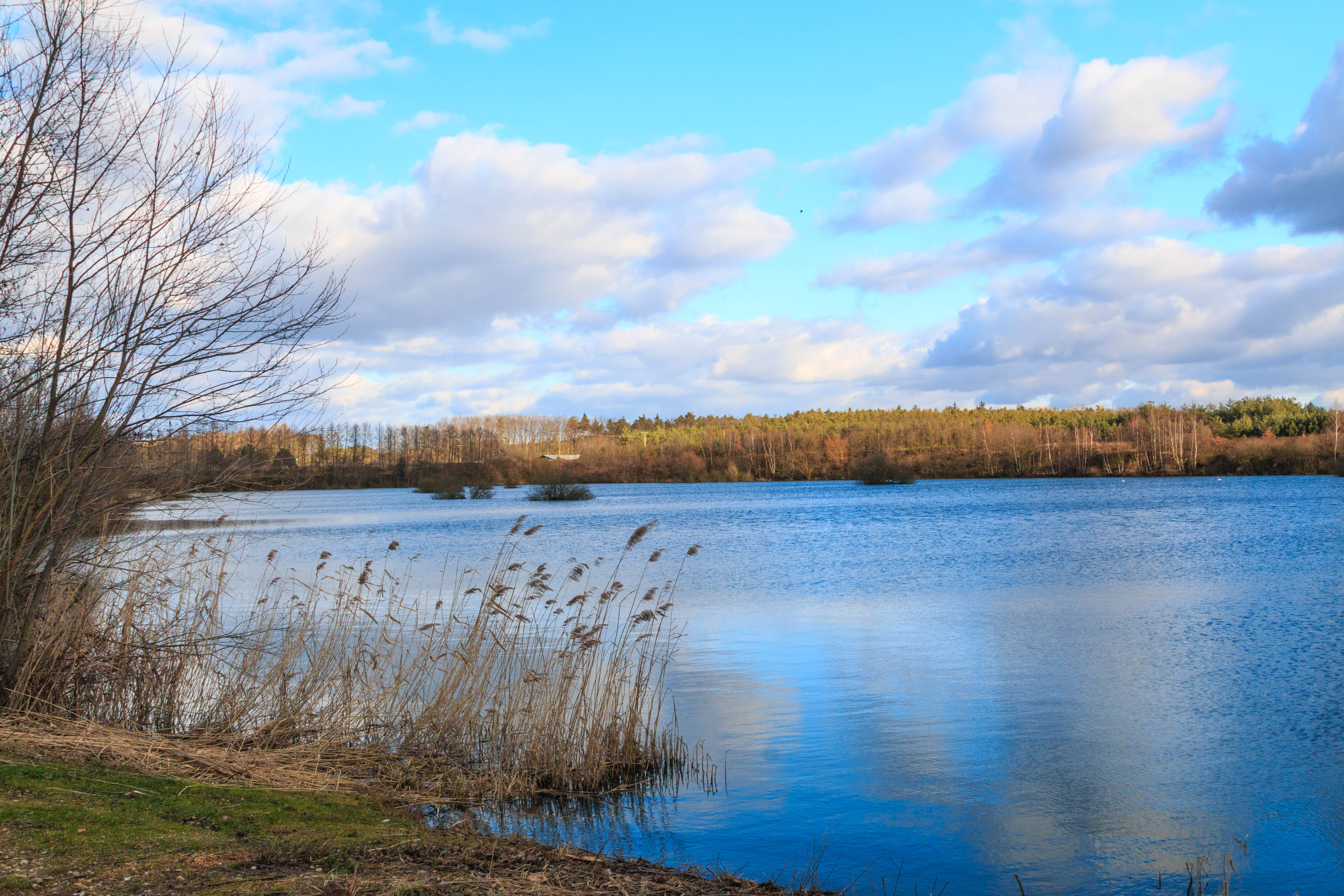
větší jezero pískovny Štít
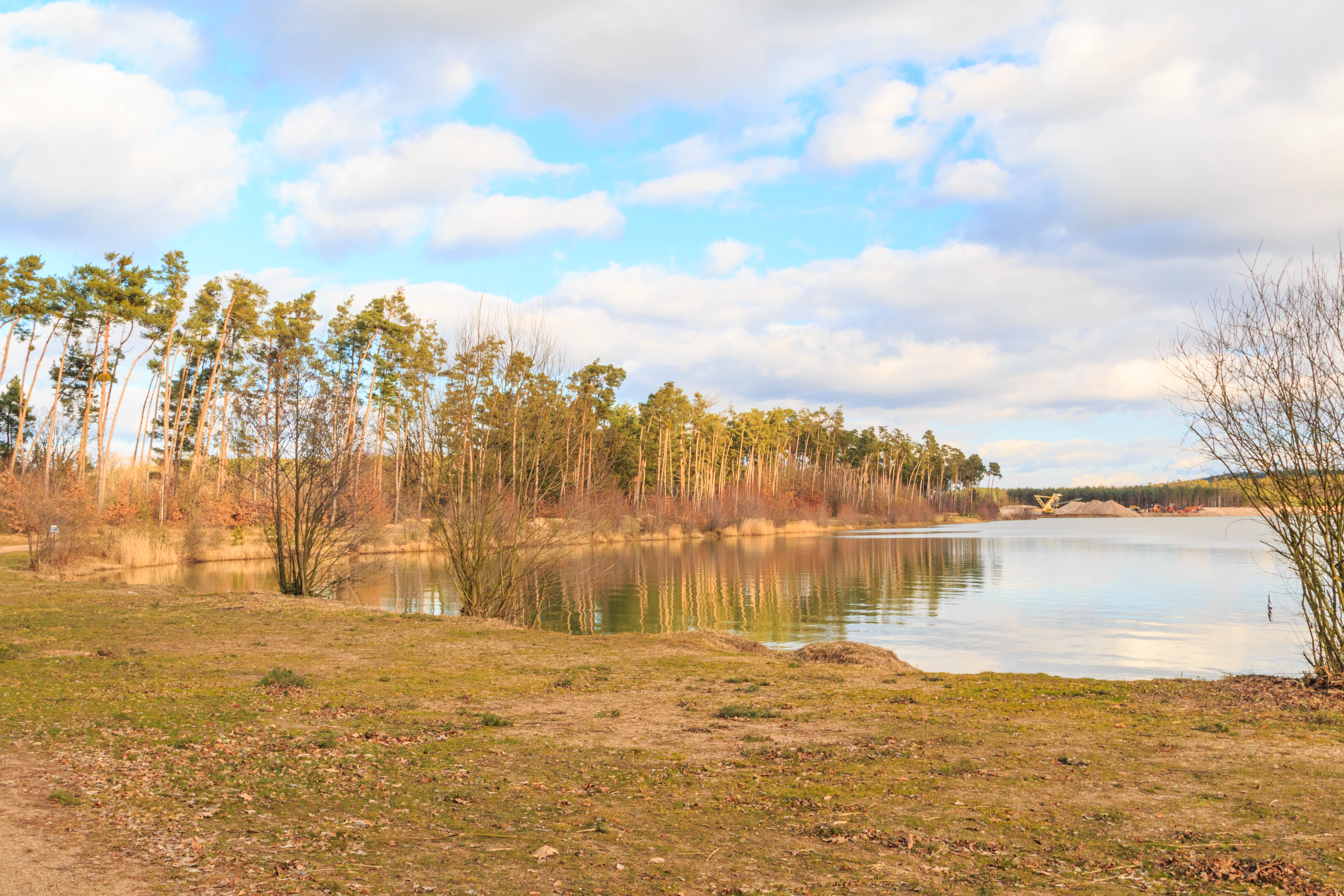
větší jezero pískovny Štít
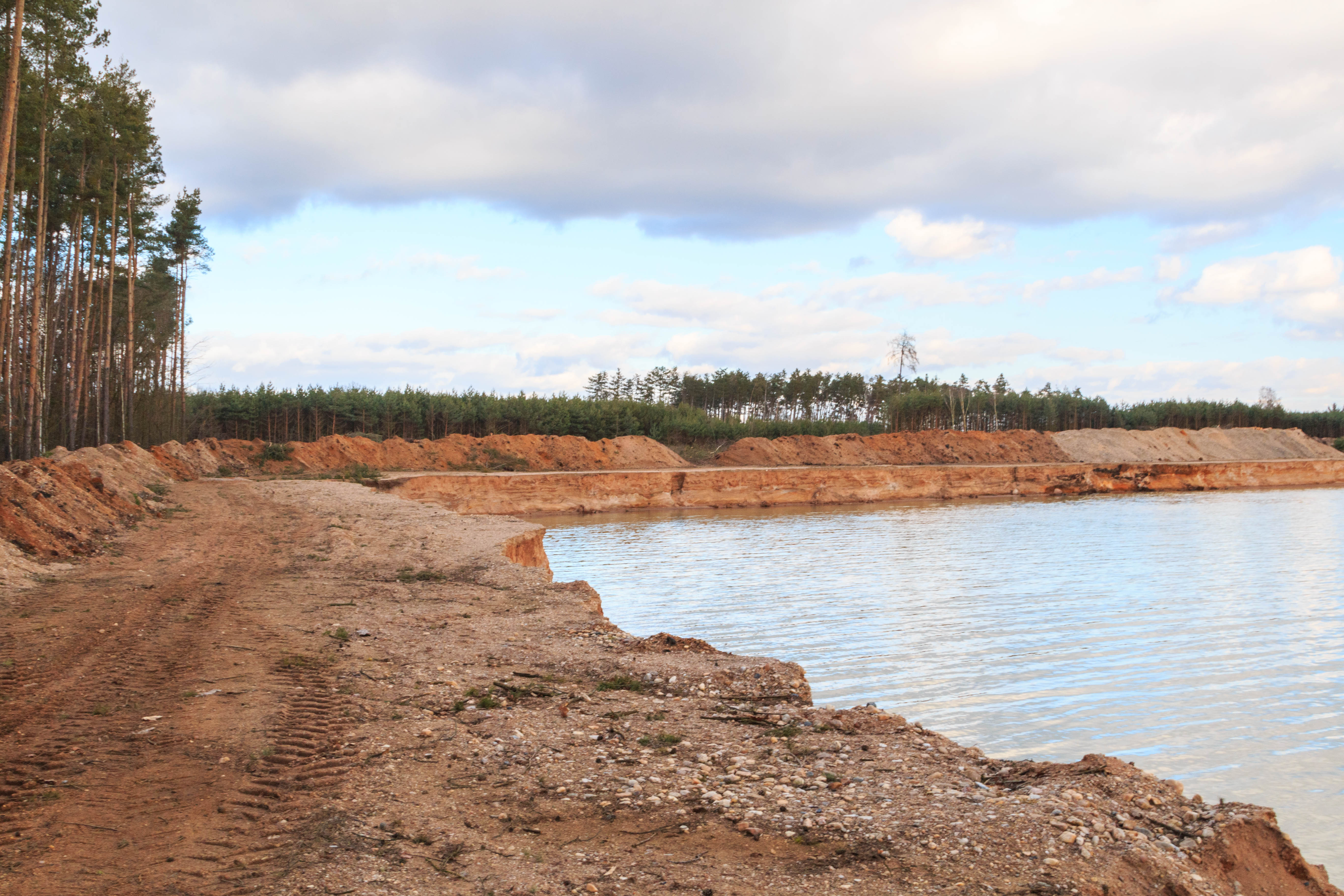
těžba písku na pískovně Štít
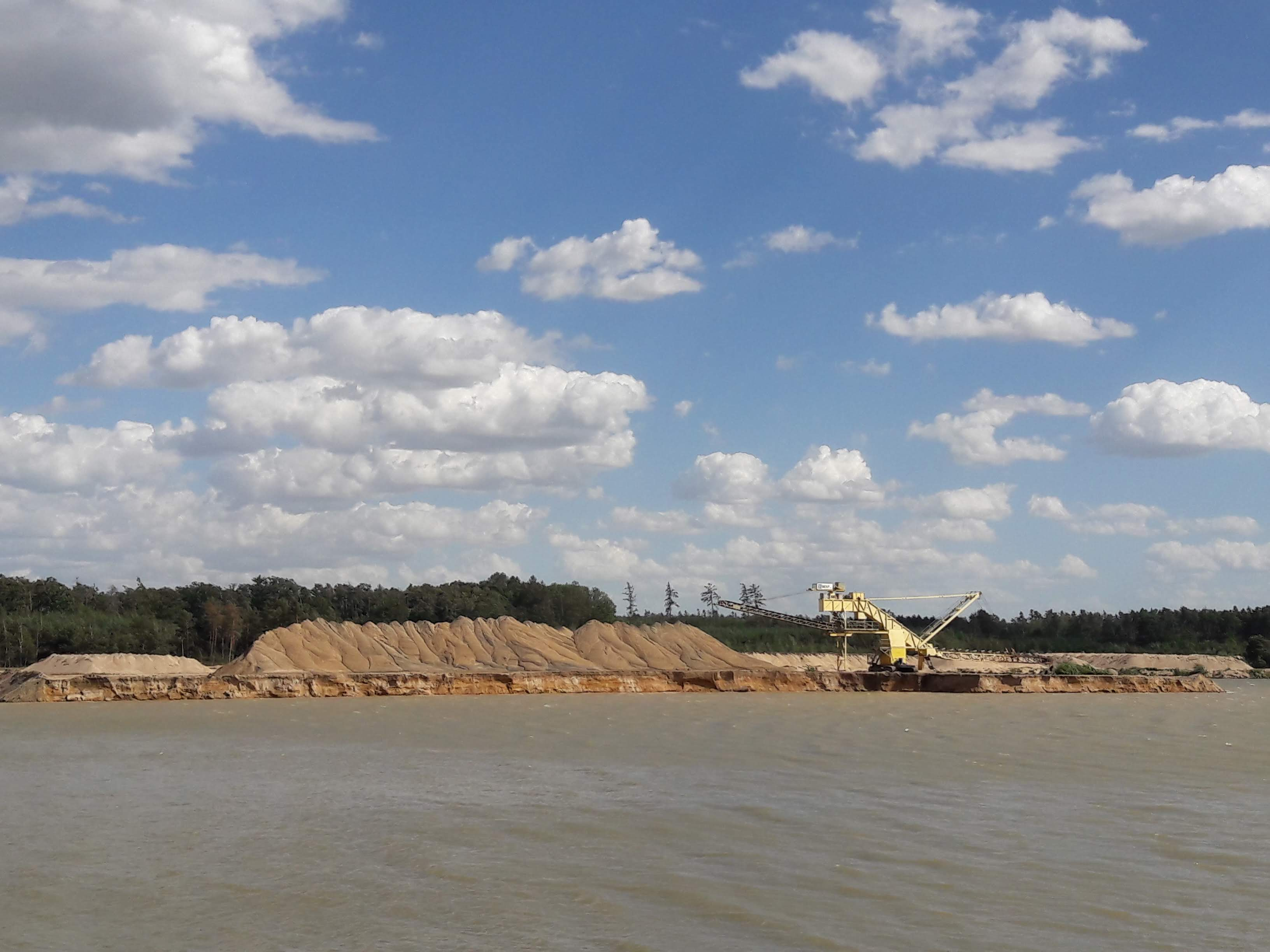
těžební stroj na břehu jezera Štít